# Dodekaeteris
Dodekaeteris bezeichnet in der antiken Zeitrechnung einen Zeitraum von 12 Jahren, denen als Entsprechungen jeweils eines der 12 Tierkreiszeichen zugeordnet wird.

Der Begriff geht auf Censorinus zurück, der in de die natali einen solchen Zyklus beschrieb, den er den chaldäischen nannte:

„Die nächste [Periode] in Größe ist die Periode von 12 Jahren, die man Dodecaeteris nennt. Dieses Jahr heißt das chaldäische. Die Horoskopsteller haben es nicht nach dem Lauf von Sonne und Mond, sondern nach anderen Wahrnehmungen eingerichtet, denn in diesem großen Jahr kehren, wie sie sagen, Stürme und Kalte, gute und unfruchtbare Jahre, Krankheiten und Gesundheit wieder.“

Ein anderer angeblich auf Zoroaster zurückgehender solcher Zyklus erscheint in den Geoponica, wo der Zyklus mit dem zwölfjährigen Umlaufszeit des Planeten Jupiter in Beziehung gesetzt wird. Ein weiteres Beispiel aus augusteischer Zeit stammt vermutlich aus Syrien. Hinzu kommen noch Fragmente aus dem Kreis der Orphik.
Die Bedeutung dieser Texte liegt vor allem darin, dass man davon ausgeht, dass die heute noch in den ostasiatischen Kalendern üblichen 12-Jahres-Zyklen (z. B. die 12 Erdzweige im chinesischen Kalender) hier ihre Wurzel haben. Diesen Zusammenhang hat schon Scaliger aufgrund der Berichte des Marco Polo vermutet.